# نمل هندي
نمل هندي (الاسم العلمي: Indomyrma)، جنس نمل آسيوي من فُصيلة نملاوات ثنائية الخصر. يحتوي الجنس على نوعين: Indomyrma dasypyx المعروف في الهند وIndomyrma bellae المعروف في فيتنام.